# Heede (Adelsgeschlecht)

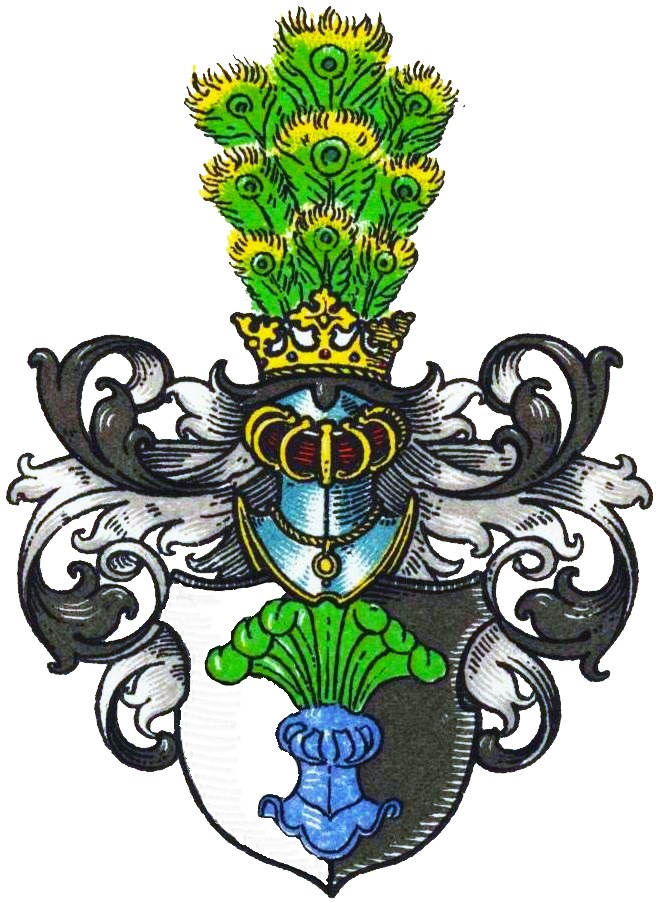
Wappen derer von Heede im Wappenbuch des Westfälischen Adels (korrigiert)

Heede (auch Heiden o. ä.) ist der Name eines erloschenen niedersächsischen Adelsgeschlechts.

## Geschichte
Der Stammsitz des Geschlechts war Haus Heede in Heede im Landkreis Emsland.
Eine erste Familie mit Namen „Heede“ erscheint bereits ab 1308, zuerst mit Gottfried von Heede. 1364 erhielt Coep von Heede Haus Heede vom Bistum Münster zum Lehen.
Zum Ende des 14. Jahrhunderts gehörte Haus Heede der Familie von Oltman, die sich später ebenfalls „von Heede“ nannte. Nach einer Erbteilung der Brüder Coep und Werenbold von Heede im Jahr 1467 baute sich Coep eine eigene Wohnung, aus der später die Scharpenburg entstand. 1490 kam durch Heirat das Gut Landegge in Besitz der Familie. 1524 wurde Melchior von Heede (van Heiden) von Münsteraner Bischof Friedrich III. von Wied mit dem festen Haus zu Heede, dem Erbe von Lambert, Menikens Sohn, zu Haren, dem 3. Teil des Zehnten zu Heede, Grypes Erbe zu Lehe, Beneken Haus zu Lehe, beide im Kirchspiel Aschendorf, und Tyden Votes Haus im Kirchspiel Sögel. Melchior von Heede zu Heede und seine Frau Margarethe von Drolshagen verkauften 1575 dem Kloster Hohenholte eine Rente von 25 Thalern jährlich. 1622 und 1631 wurden von Franz Wilhelm von Dumbstorff Attestate über die adlige Herkunft Mette von Heede vom Haus Heede ausgestellt. 1630 versetzten Melchior von Heede zu Heede und seine Frau Anna geb. von Haren, die von Johan Gosevort zu Landegge und dessen Frau Anna auf acht Jahre 200 Reichstaler geliehen hatten, ihren Gläubigern ihr freies adeliges Burglehen zu Landegge genannt die Hoffwonunge. 1652 belehnte Melchior von Heede zu Heede den Dirich Meyeringk zu Haren, Gerdt Meyerings Sohn, in Mannstatt mit Lambert Menckens Erbe im Kirchspiel und Gericht Haren. 1659 wurde Johann Otto von Heede von Reichsfürst Franz Wilhelm von Wartenberg, Bischof zu Osnabrück, Regensburg, Minden und Verden, wie zuvor sein Vater Melchior von Heede mit den Osnabrücker Lehen, dem 4. Teil des Zehnten zu Borsum im Kirchspiel Aschendorf, dem halben Zehnten zu Börger im Kirchspiel Sögel und dem Zehnten zu Groß Fullen im Kirchspiel Meppen, belehnt. Dieses zweite Geschlecht Heede starb mit dem Tod von Johann Otto von Heede 1670 im Mannesstamm aus. Haus Heede gelangte dadurch an den Erbkämmerer des Bistums Münster, Franz Wilhelm Freiherr von Galen. Dieser stritt sich noch lange mit den Erben um Haus Heede.

## Wappen
Blasonierung: Von Silber und Schwarz gespalten, darüber ein blauer Helm mit sieben grünen Straußenfedern. Auf dem gekrönten Helm mit schwarz-silbernen Helmdecken einen Pfauenfedernbusch.